# Musée du Petit Palais (Avignon)

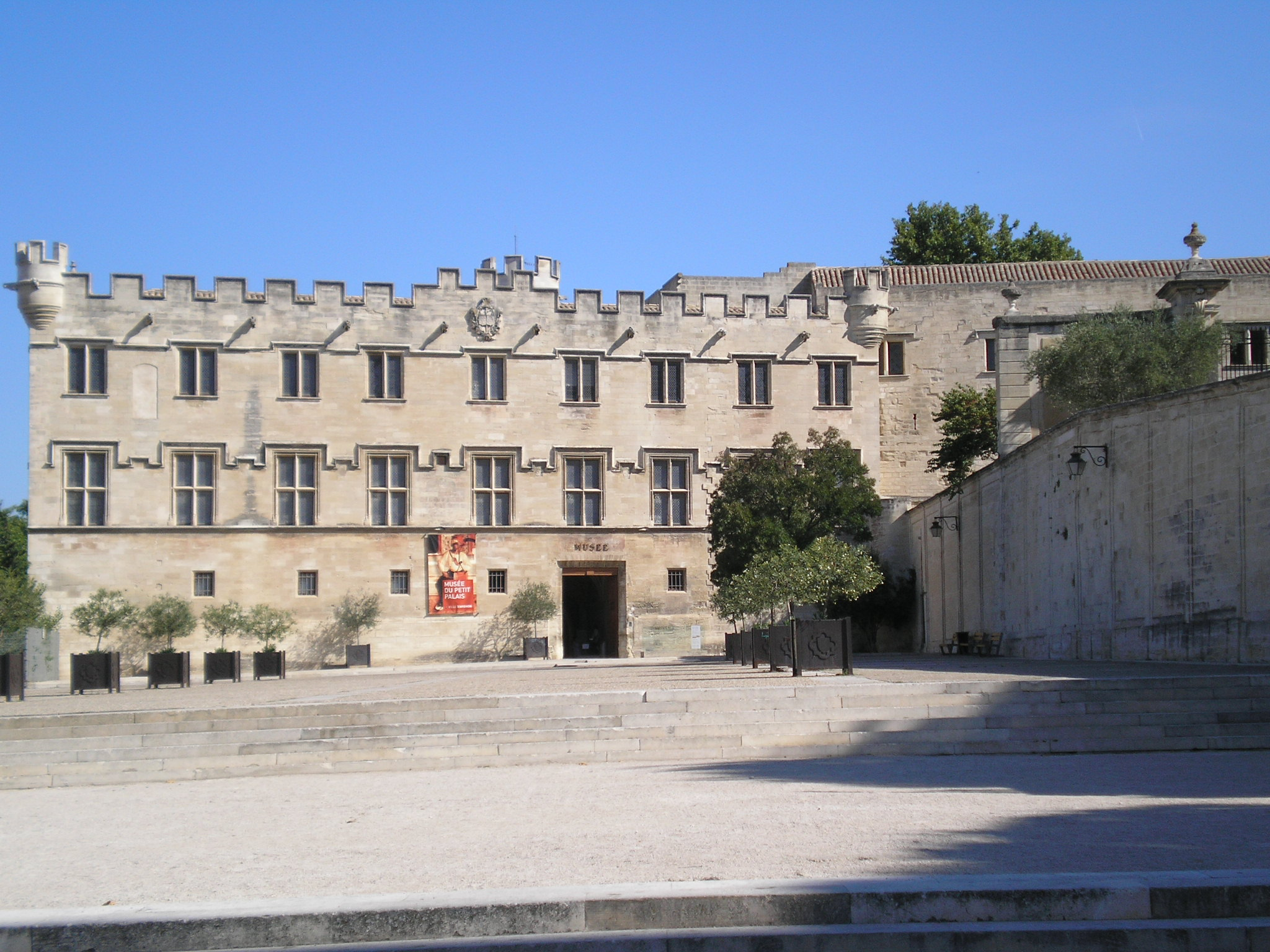
Musée du Petit Palais in Avignon

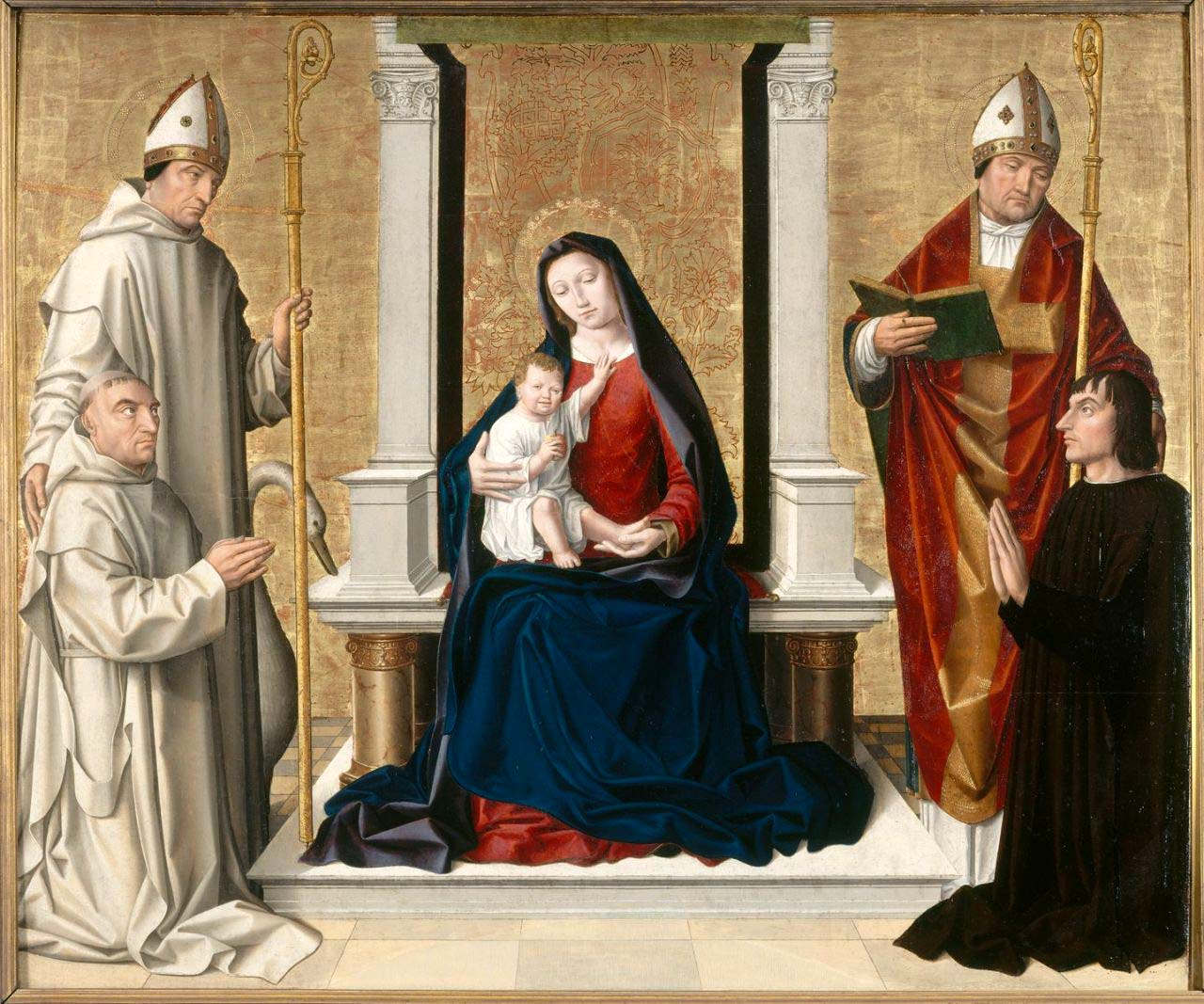
Anonymus – Madonna mit Kind, Heiligen und Stiftern (um 1500)

Das Musée du Petit Palais (deutsch Museum im Kleinen Palast) ist ein Museum und eine Kunstgalerie in Avignon in Frankreich.

## Geschichte
Das jeweils etwa 200 m vom Papstpalast und vom Pont d’Avignon entfernt gelegene Museum wurde im Jahr 1976 eröffnet. Das heutige Museumsgebäude stammt aus dem 14. Jahrhundert und war früher der Amtssitz des Erzbischofs von Avignon und wird zur Unterscheidung zum Palast der Päpste als „Kleiner Palast“ (französisch Petit Palais) bezeichnet.

## Sammlung
Die Bestände stammen aus dem Musée Calvet in Avignon und dem Louvre in Paris.
Das Museum zeigt unter anderem eine Sammlung von Werken der Schule von Avignon, der Kunst am Hof der Päpste, als diese dort in den Jahren 1309 bis 1376 residierten, und von Gemälden der italienischen Renaissance, die zum Teil aus der umfangreichen Sammlung des Giampietro Campana stammen, die der französische Staat in Teilen im Jahr 1861 erworben hatte.